# Приключения Корзинкиной
«Приключе́ния Корзи́нкиной» — советская короткометражная музыкальная комедия производства «Ленфильма», премьера которой состоялась 1 ноября 1941 года.

## Сюжет
Корзинкина — молодая бойкая кассирша на «городском вокзале небольшого города», всегда готовая любому прийти на помощь делом и советом. Однажды вечером она понимает, что просто обязана помочь начинающему актёру выступить на эстрадном смотре, так как сам артист совершенно не уверен в своих силах. Корзинкина обращается с просьбой позволить выступить робкому дебютанту и к членам жюри, и к конферансье, но от всех получает отказ.
Девушка не отступает от своей цели, подстраивая различные мелкие пакости конферансье и другим ответственным лицам, в результате чего вполне серьёзный смотр превращается в клоунаду, а за кулисами творится настоящий переполох в стиле Чарли Чаплина.
Переборов своё смущение, молодой артист, не без помощи Корзинкиной, великолепно исполняет свой номер, вызывая овацию зрителей.

## В ролях
- Янина Жеймо — Корзинкина, билетный кассир вокзала
- Степан Каюков — конферансье
- Хасан (Константин) Мусин — робкий певец-дебютант, чтец «Куплетов Мефистофеля»
- Николай Отто — пожарный
- Сергей Филиппов — рыбак, покупающий билет / Максимов, чтец «Умирающего гладиатора»

В титрах не указаны
- Иван Пельтцер — спящий вахтёр
- Анатолий Королькевич — фокусник
- Лев Степанов — хмурый член жюри